# Mimomyia grjebinei
Mimomyia grjebinei är en tvåvingeart som beskrevs av Jacques Brunhes 1977. Mimomyia grjebinei ingår i släktet Mimomyia och familjen stickmyggor. Inga underarter finns listade i Catalogue of Life.